# Frank Rosenthal
Pour les articles homonymes, voir Rosenthal.
Frank Lawrence « Lefty » Rosenthal, né le 12 juin 1929 à Chicago et mort le 13 octobre 2008 à Miami Beach, est un ancien dirigeant de casino à Las Vegas et un associé de l'Outfit de Chicago. Il a aussi présenté un talk-show à Las Vegas dans les années 1970.
Il a été dit que Rosenthal était surnommé « Le gaucher » parce que, pendant une audition de la sous-commission du Congrès en 1961, il a invoqué 37 fois le cinquième amendement, ne répondant même pas à la question de savoir s'il est gaucher. En fait, il a ce surnom depuis l'enfance, simplement parce qu'il est réellement gaucher.

## Biographie

### Jeunesse
Rosenthal est né dans une famille juive de Chicago dans les quartiers-ouest de la ville (West Side), où il développe une grande amitié avec Anthony Spilotro qui fut plus tard un homme de main de l'Outfit de Chicago. Enfant, Rosenthal manque souvent la classe pour suivre les événements sportifs locaux de Chicago au stade de baseball de Wrigley Field. C'est dans ce stade, qu'il fait la connaissance d'Anthony Pilinetta, jeune manipulateur hors pair de cartes et escroc qui se livre à différentes agressions ou arnaques comme le bonneteau ou le vol à la tire (pickpoket) envers des ivrognes. Rosenthal se fait plusieurs fois arrêter et accuser de crimes de jeu, de parties de poker illégales et truquées, de corruption de joueurs, de trucage de matchs de football, de basket-ball et d'autres jeux, mais il a peu de condamnations. Après avoir été accusé d'être un co-conspirateur pour des paris sportifs illégaux, Rosenthal déménage à North Bay Village à Miami pour détourner l'attention des autorités.

### Carrière à Las Vegas
Rosenthal faisait fonctionner secrètement le Stardust, le Fremont, le Golden Nugget Atlantic City et le Hacienda (aujourd'hui le Mandalay Bay Resort and Casino) lorsqu'ils étaient contrôlés par l'Outfit de Chicago. Il est le premier à mettre en place le jeu de paris sportifs à l'intérieur d'un casino, faisant du Stardust un des centres principaux pour le pari sportif. Il fit venir son ami d'enfance Anthony Pilinetta pour gérer la sécurité aux tables de jeux (contre les tricheurs). Une autre innovation de Rosenthal est d'autoriser des croupiers féminins au blackjack : en un an à peine, il double les revenus du Stardust grâce à cette astuce.
Lorsqu'en 1976, les autorités découvrent que Rosenthal fait fonctionner des casinos sans les licences du Nevada nécessaires pour le faire, le Gaming Control Board (organisme gouvernemental chargé du contrôle des casinos et des jeux) tient une audition pour déterminer si Rosenthal a la capacité légale d'obtenir une licence de jeu. L'autorisation d'exercer dans un casino lui est refusée, le GCB le suspectant de lien avec la pègre. Cependant, il réussira plus tard à l'obtenir en appel grâce au juge Joseph Pavlikowski (qui avait obtenu une ristourne de 2 800 $ pour les noces de sa fille - deux ans plus tôt - au même hôtel où Rosenthal avait travaillé comme directeur de publicité). La tentative de faire inclure le nom de Rosenthal sur Liste noire (qui l'aurait interdit d'être dans ou près de n'importe quel casino du Nevada), a été temporairement contrecarrée en 1988 par le juge Pavlikowski, mais sa décision a été en fin de compte rejetée, rendant définitivement Rosenthal interdit de casino.

### Vie privée
Rosenthal se marie avec Geraldine McGee, une ancienne prostituée, le 1er mai 1969. Ils ont deux enfants ensemble, Steven et Stephanie. Ils finissent par divorcer le 16 janvier 1981, Rosenthal attribue la faute à Geri et à son incapacité à régler ses problèmes de dépendance à la drogue et à l'alcool. Peu de temps après avoir quitté Rosenthal et lui avoir volé une grande partie de son argent, Geri meurt d'une surdose dans un motel de Los Angeles le 9 novembre 1982 à l'âge de 46 ans. Sa mort est déclarée accidentelle, d'une combinaison de Valium, de cocaïne et de whisky. Rosenthal fait effectuer une contre-expertise à ses frais qui conclut aussi à l'accident. 

### Tentative d'assassinat
En 1982, Rosenthal essuie une tentative d'assassinat, sa voiture étant chargée d'explosifs. Cependant, il s'en sort indemne, probablement grâce à sa Cadillac Eldorado de 1981 qui avait une plaque de métal fixée sous le siège conducteur (General Motors avait effectué cette modification pour corriger un problème de fixation). Les commanditaires n'ont jamais été identifiés, mais les suspects possibles restent Spilotro, le chef de la mafia de Milwaukee Frank Balistrieri, ou encore des bikers associés à Geri Rosenthal.

### Dernières années
Rosenthal est ensuite forcé de quitter Las Vegas en 1988 lorsqu'il est inscrit sur Liste noire, ce qui le rend Persona non grata dans tous les casinos du Nevada. Il prend alors sa retraite à Laguna Niguel en Californie, puis à Boca Raton en Floride, et enfin à Miami Beach, d'où il lance son site web.
Rosenthal décède d'un arrêt cardiaque dans sa maison de Miami Beach le 13 octobre 2008,.

### Cinéma
Le film de Martin Scorsese, Casino, tiré du livre de Nicholas Pileggi, est inspiré de la carrière de Rosenthal à Las Vegas. Rosenthal (renommé « Sam 'Ace' Rothstein ») est joué par Robert De Niro, son épouse Geri (renommée Ginger Mc Kenna) par Sharon Stone, et son associé mafieux Anthony Spilotro (renommé « Nicky Santoro »)  par Joe Pesci.